# Semmy Schilt
Sem "Semmy" Schilt (27 de octubre de 1973) es un peleador retirado neerlandés de Kickboxing y artes marciales mixtas. Schilt es el único hombre que ha sido capaz de ganar tres veces consecutivas el campeonato del Mundo del Gran Premio de K-1 del que es 4 veces campeón. También compitió en Pancrase , Pride FC y UFC.

## Biografía
El 19 de noviembre de 2005 en el Grand Prix de K-1, Schilt intentaría ganar el torneo en el cual participaba por primera vez y que habitualmente había sido dominado por compatriotas. La primera pelea fue ante Ray Sefo al que ganó por decisión. En las semifinales peleó ante el anterior campeón y compatriota, Remy Bonjasky, al que ganó por nocaut en el primer asalto. En la final se encontró con Glaube Feitosa al que también logró ganar por un nocaut en el primer asalto, ganando así su primer título.
El 31 de diciembre de 2005 peleó ante el cuatro veces campeón del Grand Prix mundial de K-1, Ernesto Hoost al que ganó también.
En el año 2006 volvió a disputar el Grand Prix de K-1 para revalidar el título. En el primer combate se enfrentó al francés Jérôme Le Banner por decisión. En las semifinales se enfrentó como un año antes al neerlandés Hoost al que ganó también por decisión. Ya en la final se midió ante el excampeón y también neerlandés Peter Aerts al que ganó en tres sets por unanimidad.
El 3 de abril de 2007 derrotó a Ray Sefo en el K-1 World GP Yokohama convirtiéndose así en el campeón mundial de super-pesados. En este año Schilt se presentaba otra vez como el gran favorito para alzarse con el tercer título en el Grand Prix. En primera ronda se debía enfrentar a Feitosa al cual ganó en tres sets, por decisión. En las semifinales volvió a pelear ante La Banner que se tuvo que retirar en el segundo asalto ya que su esquina tiró la toalla. Por lo tanto la final la disputarían otro año más, Aerts y Schilt. En el primer asalto un golpe de Schilt acaba con Aerts en el suelo siendo el neerlandés por tercer año consecutivo campeón del Grand Prix de K-1. Así se ha convertido en el tercer luchador en conseguir por lo menos tres victorias y el único que ha ganado en tres ocasiones consecutivas.

## Títulos
- 2009 Campeón K-1 World GP
- 2007 Campeón K-1 World GP
- 2007 Campeón K-1 Superpesado
- 2006 Campeón K-1 World GP
- 2005 Campeón K-1 World GP
- 2005 Campeón K-1 World GP en París
- 1999 9.º rey de Pancrase
- Campeón Daido-Juku Hokutoki
- Campeón Europeo de Karate

## Récord en Kickboxing
| 26 Victorias (12 (T)KO's, 14 decisiones), 3 Derrotas |           |                   |                                              |          |       |        |
| Fecha                                                | Resultado | Rival             | Evento                                       | Método   | Round | Tiempo |
| 08/12/2007                                           | Victoria  | Peter Aerts       | K-1 World Grand Prix 2007 Final, Japón       | TKO      | 1     | 1:49   |
| 08/12/2007                                           | Victoria  | Jérôme Le Banner  | K-1 World Grand Prix 2007 Final, Japón       | TKO      | 2     | 1:02   |
| 08/12/2007                                           | Victoria  | Glaube Feitosa    | K-1 World Grand Prix 2007 Final, Japón       | Decisión | 3     | 3:00   |
| 29/09/2007                                           | Victoria  | Paul Slowinski    | K-1 World GP 2007 en Seúl Final 16, Corea    | KO       | 1     | 2:26   |
| 23/06/2007                                           | Victoria  | Mighty Mo         | K-1 World GP 2007 en Ámsterdam, Países Bajos | Decisión | 3     | 3:00   |
| 04/03/2007                                           | Victoria  | Ray Sefo          | K-1 World GP 2007 en Yokohama, Japón         | KO       | 2     | 0:26   |
| 31/12/2006                                           | Victoria  | Peter Graham      | K-1 Premium 2006 Dynamite!!, Japón           | Decisión | 5     | 3:00   |
| 02/12/2006                                           | Victoria  | Peter Aerts       | K-1 World Grand Prix 2006, Japón             | Decisión | 3     | 3:00   |
| 02/12/2006                                           | Victoria  | Ernesto Hoost     | K-1 World Grand Prix 2006, Japón             | Decisión | 3     | 3:00   |
| 02/12/2006                                           | Victoria  | Jérôme Le Banner  | K-1 World Grand Prix 2006, Japón             | Decisión | 3     | 3:00   |
| 30/09/2006                                           | Victoria  | Bjorn Bregy       | K-1 World GP 2006 en Osaka, Japón            | Decisión | 3     | 3:00   |
| 03/06/2006                                           | Derrota   | Choi Hong-man     | K-1 World GP 2006 en Seúl, Corea             | Decisión | 3     | 3:00   |
| 13/05/2006                                           | Victoria  | Lloyd van Dams    | K-1 World GP 2006 en Ámsterdam, Países Bajos | Decisión | 3     | 3:00   |
| 29/04/2006                                           | Victoria  | Musashi           | K-1 World GP 2006 en Las Vegas, USA          | Decisión | 3     | 3:00   |
| 05/03/2006                                           | Derrota   | Peter Aerts       | K-1 World GP 2006 en Auckland, Nueva Zelanda | Decisión | 3     | 3:00   |
| 31/12/2005                                           | Victoria  | Ernesto Hoost     | K-1 Premium 2005 Dynamite!!, Japón           | TKO      | 2     | 0:41   |
| 19/11/2005                                           | Victoria  | Glaube Feitosa    | K-1 World Grand Prix 2005, Japón             | KO       | 1     | 0:48   |
| 19/11/2005                                           | Victoria  | Remy Bonjasky     | K-1 World Grand Prix 2005, Japón             | KO       | 1     | 2:58   |
| 19/11/2005                                           | Victoria  | Ray Sefo          | K-1 World Grand Prix 2005, Japón             | Decisión | 3     | 3:00   |
| 23/09/2005                                           | Victoria  | Glaube Feitosa    | K-1 World GP 2005 en Osaka, Japón            | Decisión | 3     | 3:00   |
| 27/05/2005                                           | Victoria  | Naoufal Benazzouz | K-1 World GP 2005 en París, Francia          | KO       | 2     | 2:32   |
| 27/05/2005                                           | Victoria  | Freddy Kemayo     | K-1 World GP 2005 en París, Francia          | TKO      | 3     | 1:19   |
| 27/05/2005                                           | Victoria  | Petr Vondrachek   | K-1 World GP 2005 en París, Francia          | KO       | 2     | 2:42   |
| 19/03/2005                                           | Victoria  | Montanha Silva    | K-1 World GP 2005 en Seúl, Corea             | KO       | 1     | 1:22   |
| 06/11/2004                                           | Victoria  | Jan Nortje        | Titans 1st, Corea                            | KO       | 2     | 0:57   |
| 20/05/2004                                           | Derrota   | Alexey Ignashov   | It's Showtime 7, Países Bajos                | KO       | 1     |        |
| 13/07/2003                                           | Victoria  | Remy Bonjasky     | K-1 World Grand Prix 2003 en Fukuoka, Japón  | Decisión | 5     | 3:00   |
| 05/10/2002                                           | Victoria  | Michael McDonald  | K-1 World Grand Prix 2003 en Fukuoka, Japón  | Decisión | 3     | 3:00   |
| 28/08/2002                                           | Empate    | Ernesto Hoost     | PRIDE vs. K-1 Shockwave, Japón               | Decisión | 5     | 3:00   |
| 21/04/2002                                           | Victoria  | Musashi           | K-1 Burning 2002, Japón                      | Decisión | 3     | 3:00   |

## Registro en artes marciales mixtas
| Resultado | Récord  | Oponente                 | Método                       | Evento                                       | Fecha                    | Ronda | Tiempo | Localización                  | Notas                                           |
| --------- | ------- | ------------------------ | ---------------------------- | -------------------------------------------- | ------------------------ | ----- | ------ | ----------------------------- | ----------------------------------------------- |
| Victoria  | 26–14–1 | Mighty Mo                | Sumisión (triangle choke)    | Dynamite!! 2008                              | 31 de diciembre de 2008  | 1     | 5:17   | Saitama                       |                                                 |
| Victoria  | 25–14–1 | Nandor Guelmino          | TKO (golpes)                 | LOTR: Schilt vs. Guelmino                    | 12 de julio de 2008      | 1     | 4:20   | Belgrado                      |                                                 |
| Victoria  | 24–14–1 | Kim Min-Soo              | Sumisión (triangle choke)    | Hero's 6                                     | 5 de agosto de 2006      | 1     | 4:47   | Tokio                         |                                                 |
| Derrota   | 23–14–1 | Sergei Kharitonov        | TKO (golpes)                 | PRIDE Critical Countdown 2004                | 20 de junio de 2004      | 1     | 9:19   | Kobe                          |                                                 |
| Victoria  | 23–13–1 | Gan McGee                | Sumisión (armbar)            | PRIDE Total Elimination 2004                 | 25 de abril de 2004      | 1     | 5:02   | Saitama                       |                                                 |
| Derrota   | 22–13–1 | Josh Barnett             | Sumisión (armbar)            | Inoki Bom-Ba-Ye 2003                         | 31 de diciembre de 2003  | 3     | 4:48   | Kobe                          |                                                 |
| Derrota   | 22–12–1 | Antonio Rodrigo Nogueira | Sumisión (triangle choke)    | PRIDE 23                                     | 24 de noviembre de 2002  | 1     | 6:36   | Tokio                         |                                                 |
| Derrota   | 22–11–1 | Fedor Emelianenko        | Decisión (unánime)           | PRIDE 21                                     | 23 de junio de 2002      | 3     | 5:00   | Saitama                       |                                                 |
| Victoria  | 22–10–1 | Yoshihiro Takayama       | KO (golpes)                  | PRIDE 18                                     | 23 de diciembre de 2001  | 1     | 3:09   | Fukuoka                       |                                                 |
| Victoria  | 21–10–1 | Masaaki Satake           | TKO (golpes)                 | PRIDE 17                                     | 3 de noviembre de 2001   | 1     | 2:18   | Tokio                         |                                                 |
| Victoria  | 20–10–1 | Akira Shoji              | KO (patada de fútbol)        | PRIDE 16                                     | 24 de septiembre de 2001 | 1     | 8:19   | Osaka                         |                                                 |
| Derrota   | 19–10–1 | Josh Barnett             | Sumisión (armbar)            | UFC 32                                       | 29 de junio de 2001      | 1     | 4:21   | East Rutherford, Nueva Jersey |                                                 |
| Victoria  | 19–9–1  | Pete Williams            | TKO (golpes)                 | UFC 31                                       | 4 de mayo de 2001        | 2     | 1:26   | Atlantic City, Nueva Jersey   |                                                 |
| Empate    | 18–9–1  | Aleksei Medvedev         | Empate                       | 2H2H II Simply The Best                      | 18 de marzo de 2001      | 2     | 10:00  | Róterdam                      |                                                 |
| Victoria  | 18–9    | Bob Schrijber            | Sumisión (guillotine choke)  | It's Showtime: Exclusive                     | 22 de octubre de 2000    | 2     | 1:00   | Haarlem                       |                                                 |
| Victoria  | 17–9    | Osami Shibuya            | TKO (golpes)                 | Pancrase: 2000 Anniversary Show              | 24 de septiembre de 2000 | 1     | 8:55   | Yokohama                      | Retuvo el Campeonato de Peso Libre de Pancrase. |
| Victoria  | 16–9    | Yoshihisa Yamamoto       | KO (rodillazo y golpe)       | Rings Holland: Di Capo Di Tutti Capi         | 4 de junio de 2000       | 1     | 2:54   | Utrecht                       |                                                 |
| Victoria  | 15–9    | Kazuo Takahashi          | TKO (golpes)                 | Pancrase: Trans 3                            | 30 de abril de 2000      | 1     | 7:30   | Yokohama                      | Retuvo el Campeonato de Peso Libre de Pancrase. |
| Victoria  | 14–9    | Yuki Kondo               | Sumisión (rear naked choke)  | Pancrase: Breakthrough 10                    | 28 de noviembre de 1999  | 1     | 2:28   | Osaka                         | Ganó el Campeonato de Peso Libre de Pancrase.   |
| Victoria  | 13–9    | Ikuhisa Minowa           | Decisión (unánime)           | Pancrase: 1999 Anniversary Show              | 15 de septiembre de 1999 | 1     | 15:00  | Tokio                         |                                                 |
| Victoria  | 12–9    | Katsuomi Inagaki         | Sumisión                     | Pancrase: Breakthrough 8                     | 4 de septiembre de 1999  | 1     | 8:23   | Sendai                        |                                                 |
| Victoria  | 11–9    | Osami Shibuya            | Sumisión                     | Pancrase: Breakthrough 7                     | 6 de julio de 1999       | 1     | 12:06  | Tokio                         |                                                 |
| Derrota   | 10–9    | Gilbert Yvel             | KO (golpes)                  | Rings Holland: The Kings of the Magic Ring   | 20 de junio de 1999      | 2     | 4:45   | Utrecht                       |                                                 |
| Derrota   | 10–8    | Yuki Kondo               | Decisión (pérdida de puntos) | Pancrase: Breakthrough 4                     | 18 de abril de 1999      | 1     | 20:00  | Yokohama                      |                                                 |
| Victoria  | 10–7    | Takafumi Ito             | Sumisión (estrangulación)    | Pancrase: Breakthrough 3                     | 9 de marzo de 1999       | 1     | 1:45   | Tokio                         |                                                 |
| Victoria  | 9–7     | Masakatsu Funaki         | KO (golpe al cuerpo)         | Pancrase: 1998 Anniversary Show              | 14 de septiembre de 1998 | 1     | 7:13   | Tokio                         |                                                 |
| Victoria  | 8–7     | Guy Mezger               | TKO (golpes)                 | Pancrase: Advance 8                          | 21 de junio de 1998      | 1     | 13:15  | Tokio                         |                                                 |
| Victoria  | 7–7     | Kazuo Takahashi          | TKO (golpes)                 | Pancrase: Advance 6                          | 12 de mayo de 1998       | 1     | 5:44   | Yokohama                      |                                                 |
| Victoria  | 6–7     | Jason Godsey             | TKO (corte)                  | Pancrase: Advance 5                          | 26 de abril de 1998      | 1     | 1:47   | Yokohama                      |                                                 |
| Derrota   | 5–7     | Masakatsu Funaki         | Decisión (pérdida de puntos) | Pancrase: Advance 4                          | 18 de marzo de 1998      | 1     | 15:00  | Tokio                         |                                                 |
| Derrota   | 5–6     | Satoshi Hasegawa         | Sumisión                     | Pancrase: Advance 3                          | 6 de febrero de 1998     | 1     | 3:56   | Kobe                          |                                                 |
| Victoria  | 5–5     | Minoru Suzuki            | KO (rodillazo)               | Pancrase: Advance 1                          | 16 de enero de 1998      | 1     | 9:52   | Tokio                         |                                                 |
| Derrota   | 4–5     | Yuki Kondo               | Decisión (unánime)           | Pancrase: Alive 7                            | 30 de junio de 1997      | 1     | 20:00  | Fukuoka                       |                                                 |
| Victoria  | 4–4     | Takaku Fuke              | Sumisión                     | Pancrase: Alive 5                            | 24 de mayo de 1997       | 1     | 8:59   | Kobe                          |                                                 |
| Victoria  | 3–4     | Kazuo Takahashi          | TKO                          | Pancrase: Alive 3                            | 22 de marzo de 1997      | 1     | 7:00   | Nagoya                        |                                                 |
| Derrota   | 2–4     | Masakatsu Funaki         | Sumisión (toe hold)          | Pancrase: Alive 2                            | 22 de febrero de 1997    | 1     | 5:47   | Chiba                         |                                                 |
| Derrota   | 2–3     | Guy Mezger               | Decisión (pérdida de puntos) | Pancrase: Alive 1                            | 17 de enero de 1997      | 1     | 20:00  | Tokio                         |                                                 |
| Victoria  | 2–2     | Osami Shibuya            | Decisión (mayoritaria)       | Pancrase: Truth 10                           | 15 de diciembre de 1996  | 1     | 10:00  | Tokio                         |                                                 |
| Derrota   | 1–2     | Ryushi Yanagisawa        | Sumisión                     | Pancrase: Truth 7                            | 28 de octubre de 1996    | 1     | 0:51   | Nagoya                        |                                                 |
| Derrota   | 1–1     | Yuki Kondo               | Decisión (dividida)          | Pancrase: 1996 Neo-Blood Tournament, Round 1 | 22 de julio de 1996      | 1     | 10:00  | Tokio                         |                                                 |
| Victoria  | 1–0     | Manabu Yamada            | Sumisión (rear naked choke)  | Pancrase: Truth 5                            | 16 de mayo de 1996       | 1     | 5:44   | Tokio                         |                                                 |